# Perú Libertario (portal)
Perú Libertario es un portal web peruano con sede en Lima. Se encarga de los estudios de los pueblos amerindios en un contexto anarquista y a la promoción del socialismo libertario.

## Historia
Se formó el 19 de enero de 2014 por grupos de intelectuales anónimos de izquierda antiautoritario y anarquistas. Consideran al Estado peruano como «burgués capitalista», y sobre el portal su labor es de desarrollar una lucha no violenta por culturizar a sus lectores sobre el anarquismo peruano.

### Conflicto con la izquierda provinciana peruana
Perú Libertario el 7 de febrero de 2016 tuvo un conflicto por el nombre con Perú Libertario, partido político definido como marxista-leninista originario del departamento de Junín; el portal acusó al fundador de PL-partido Vladimir Cerrón de «[enmarcarse] dentro del marasmo de cualquier proyecto inmediatista, sin mayor norte que la simple toma del poder político en el gobierno para seguir perpetuando el status quo de las cosas» usando el nombre de PL-portal, debido a que el socialismo libertario fuera del círculo intelectual era una idea muy desconocida en el vulgo, cuestión de la que Cerrón quería agarrarse para mostrarse como una alternativa política en las elecciones distritales y departamentales.